# A Eirexa (Tállara)
A Eirexa (También conocida como A Igrexa o Tállara) es una aldea española del municipio de Lousame, La Coruña, Galicia. Pertenece a la parroquia de Tállara. 
En 2021 tenía una población de 63 habitantes (31 hombres y 32 mujeres). Está situada en el suroeste del municipio a 80 metros de altura y 5,4 kilómetros de la capital municipal. Las localidades más cercanas son Cruceiro, Pascual, Cernande y Pousada. 

## Toponimia
El origen del topónimo es el latín (locus) ecclesiae, o lugar de la iglesia.